# Jad Fair
Jad Fair, född 9 juni 1954 i Coldwater i Michigan, är en amerikansk sångare och avantgardemusiker, mest känd som frontman och enda ständiga medlem i rockgruppen Half Japanese. Förutom att ha gett ut album på flera skivbolag runt om i världen har den produktive Fair själv gett ut över 60 LP- och CD-album sedan 1976.

## Biografi
Vid sidan om Half Japanese har Fair även släppt många soloskivor. Han har samarbetat med flera andra artister och band som Yo La Tengo, Daniel Johnston, Jason Willett, Naofumi Ishimaru, J. Mascis, Kramer, Teenage Fanclub, DQE, The Pastels, R. Stevie Moore, Terry Adams, Tom Ardolino, John Zorn, Fred Frith, Monster Party, &TheBeatles, Phono Comb, The Shapira-O'Rama, Moe Tucker, The Dim Stars, Daisy Cooper, David Fair, Lumberob, Richard Hell, Strobe Talbot, Phonocomb, DQE, God Is My Co-Pilot, Thurston Moore, Eye, Eugene Chadbourne, Mara Flynn, Kevin Blechdom, The Work Dogs, Bill Wells, Tom Recchion, Isobel Campbell, Norman Blake, Steve Fisk och The Tinklers.

## Diskografi
- The Zombies of Mora-Tau EP7 (UK Armageddon) 1980 (Press) 1982
- Everyone Knew ... But Me (Press) 1982
- Between Meals - Oh No I Just Knocked Over a Cup of Coffee (Iridescence) 1983
- Monarchs (Iridescence) 1984
- Best Wishes (Iridescence) 1987
- Jad Fair & Kramer – Roll Out the Barrel (Shimmy-Disc) 1988
- Great Expectations (Ger. Bad Alchemy) 1989
- Attack of Everything no CD – Jad Fair (Paperback) 1990
- Coo Coo Rocking Time – Coo Coo Party Time (50 Skidillion Watts) 1990
- Greater Expectations (Psycho Acoustic Sounds/T.E.C. Tones) 1991
- Jad Fair EP – Jad Fair (LP Record) 1991
- Jad Fair and the Pastels – This Could Be the Night EP (UK Paperhouse) 1991
- No. 2: Jad Fair and the Pastels (UK Paperhouse) 1992
- I Like It When You Smile (UK Paperhouse) 1992
- Jad Fair/Jason Willett/Gilles Rieder (UK Megaphone) 1992
- Workdogs in Hell – Workdogs in Hell (1993)
- Jad & Nao – Half Robot (UK Paperhouse) 1993
- Mosquito – Oh No Not Another Mosquito My House Is Full of Them! (Psycho Acoustic Sounds) 1993
- Mosquito – Time Was (ERL/Smells Like) 1993 (Aus. Au-go-go) 1993
- Mosquito – UFO Catcher (Japan. Time Bomb) 1993
- Mosquito – Cupid's Fist (Hol. Red Note) 1994
- Greater Expectations – Jad Fair (1995)
- I Like It When You Smile – Jad Fair (1995)
- Daniel Johnston and Jad Fair (1995) (50 Skidillion Watts) 1989
- SPOOKY TALES: SPIRIT SUMMONING STORIES / SPOOKY SOUNDS OF NOW [boek & cd] – Jad Fair (1997)
- Jason Willett & Jad Fair – It's All Good, Megaphone Limited
- Jad & Nao – Half Alien (Japan. Sakura Wrechords) 1997
- Jad Fair & Kramer – The Sound of Music: An Unfinished Symphony in 12 Parts (Shimmy-Disc/Knitting Factory) 1998
- 26 Monster Songs for Children – Jad Fair & David (1998)
- Roll Out The Barrel (1999) m& Kramer
- I Like Your Face – Jad Fair & Shapir-O'Rama (1999)
- meer dan 13 cd's (1995-2007) & Jason Willett waaronder The Mighty Super-Heroes, Marginal Talent (MT-426)
- Monsters, Lullabies, and the Occasional Flying Saucer (1996) met Phono-Comb, (Can. Shake)
- Jad & David Fair – Best Friends (UK Vesuvius) 1996
- Jad Fair & The Shapir-O'Rama – We Are the Rage (Japan. Avant) 1996
- Jackpot, Songs and Art – Jad Fair (Paperback, 1997)
- Strange But True (1998) & Yo La Tengo
- The Sound of Music (1999) & Kramer
- The Lucky Sperms – Somewhat Humorous (Jad Fair, Daniel Johnston), 2001
- It's Spooky (1989) med Daniel Johnston 2001
- Strobe Talbot – 20 Pop Songs, alternative tentacles, (Jad Fair, Mick Hobbs, Benb Gallaher) 2001
- Words Of Wisdom And Hope (2002) Teenage Fanclub
- We Are the Rage – Jad Fair & the Shapir-O Rama (2002)
- The Attack of Everything (Paperback + cd) – Jad Fair & Jason Willett (2002)
- Six Dozen Cookies – Jad & David Fair (2006)
- FairMoore – R. Steve Moore & Jad Fair (2006)
- Superfine – Jad Fair & Jason Willett (2007)
- That's Right, Go Cats – Yuri Landman Ensemble & Jad Fair (2012)

### Download
- Elenor – Jad Fair (Music Download)
- Something To Sing About – Jad Fair (Music Download)
- A Reason – Jad Fair (Music Download)
- Here Comes Roxanne – Jad Fair (Music Download)
- Smile – Teenage Fanclub & Jad Fair (Music Download)
- Stale Spaghetti – Jad Fair (Music Download)
- Sunshiney Sunshine (free album)]

### DVD
- The Devil and Daniel Johnston (DVD - Sep 19, 2006)